# Ibrahim ibn al-Walid
Ibrahim ibn Al-Walid (- 25 januari 750?) (Arabisch: ابراهيم ابن الوليد بن عبد الملك) was een kalief van de Omajjaden en de zoon van kalief Al-Walid I (705-715). Hij regeerde slechts kort in 744, trad af en ging zich verbergen uit angst voor zijn politieke tegenstanders.
Ibrahim werd uitgeroepen tot erfgenaam door zijn broer Yazid III. Een andere neef, Marwan II, gouverneur van Armenië, wilde de moord op kalief Walid II wreken. Ibrahim was bereid af te treden, als hij de garantie kreeg dat zijn leven zou worden gespaard.
Net als de meeste leden van de Omajjaden, werd Ibrahim geëxecuteerd door de Abbasiden in 750.